# پاسیفیک بیچ (واشینگتن)
پاسیفیک بیچ (به انگلیسی: Pacific Beach) یک منطقهٔ مسکونی در ایالات متحده آمریکا است که در واشینگتن واقع شده‌است. پاسیفیک بیچ ۳٫۱۹ کیلومتر مربع مساحت و ۲۹۱ نفر جمعیت دارد و ۱۵٫۲۴ متر بالاتر از سطح دریا واقع شده‌است.